# 工藤重典
工藤 重典（くどう しげのり、1954年9月26日 - ）は、日本のフルート奏者。東京音楽大学教授を務めると共に、ソロを中心に世界中で活躍している、日本を代表するフルート奏者の一人である。

## 経歴
北海道札幌市西区生まれ。10歳のとき札幌交響楽団首席フルート奏者佐々木伸浩に出会い、レッスンを受ける。北海道札幌月寒高等学校卒業後、桐朋学園大学ディプロマコースに進み、峰岸壮一に師事。1975年、卒業を待たずにフランスへ留学（桐朋は中退）しパリ音楽院のランパルのクラスで学んだ。1979年1月、フランスのリール国立管弦楽団に入団し、首席フルート奏者となる。1979年パリ音楽院修了。1987年にリール国立管弦楽団を退団し、活動の比重をソロへ移すと共に、パリのエコール・ノルマル音楽院教授となる。
2004年までに、リサイタルを中心に40カ国180以上の都市で演奏した。オーケストラとの共演もNHK交響楽団をはじめ国内ほとんどの団体、および海外の30を越える主要な団体と行っている。CDの録音はソニー・クラシカル、ビクターエンタテインメントなどのレーベルで60種類以上があり、「ランパル&工藤重典/夢の共演」は1988年度文化庁芸術作品賞を受賞した。1997年、NHK教育テレビフルート講座「趣味悠々」の講師を務めた。
1983年からジャン＝ピエール・ランパル国際フルートコンクール審査員。1987年から2009年までサイトウ・キネン・オーケストラ首席フルート奏者、1990年から水戸室内管弦楽団首席フルート奏者を務めている。
2013年3月、オーケストラ・アンサンブル金沢の特任首席奏者に就任。

## 受賞歴
- 第2回パリ国際フルートコンクール第1位、フランス独奏家協議会賞（1978年）
- ラロッシェル国際現代音楽コンクール第3位（1978年）
- ミュンヘン国際音楽コンクール、フルート部門第3位（1979年）
- 第1回ジャン＝ピエール・ランパル国際フルートコンクール第1位、フランス共和国大統領賞（1980年）
- 村松賞（1988年度）

## その他
趣味はスキーで、SAJ1級。アルペンスキーのオリンピック強化選手に選ばれたこともある。